# Thor Burner 1
Thor Burner 1 – amerykańska rakieta nośna wywodząca się z rakiety IRBM Thor. Wyniosła na orbitę trzy satelity wojskowe DMSP, jeden start zakończył się niepowodzeniem.

## Chronologia
1. 20 maja 1965, 16:30:53 GMT; s/n 282; miejsce startu: Vandenberg Air Force Base (SLC10W), USA
Ładunek: DMSP Block 3 F1; Uwagi: start udany
2. 10 września 1965, 04:41:38 GMT; s/n 213; miejsce startu: Vandenberg Air Force Base (SLC10W), USA
Ładunek: DMSP Block 2 F1; Uwagi: start udany
3. 7 stycznia[a] 1966, 04:48:23 GMT; s/n 251; miejsce startu: Vandenberg Air Force Base (SLC10W), USA
Ładunek: DMSP Block 2 F2; Uwagi: start nieudany – awaria drugiego członu rakiety
4. 31 marca 1966, 05:41:04 GMT; s/n 147; miejsce startu: Vandenberg Air Force Base (SLC10W), USA
Ładunek: DMSP Block 2 F3; Uwagi: start udany